# Червяков, Александр Иванович (биатлонист)
Алекса́ндр Ива́нович Червяко́в (род. 18 июня 1980, Кокчетав) — Мастер спорта международного класса Республики Казахстан (биатлон). Завершил карьеру в сезоне 2012/13.

## Биография
Участник зимних Олимпийских игр 2006 и 2010 года и пяти чемпионатов мира.
Лучшее достижение на этапах Кубка мира — 27-е место в индивидуальной гонке в сезоне 2004/05 в Чезана-Сан-Сикарио.
Обладатель «золота» в индивидуальной гонке и «бронзы» в эстафете зимних Азиатских игр 2007 года.
На чемпионате Азии 2012 года завоевал два золота — в спринте и на дистанции 20 км и серебро в смешанной эстафете.

## Общий зачет в Кубке мира
- 2011—2012 — 101-е место
- 2010—2011 — 78-е место
- 2009—2010 — 61-е место
- 2008—2009 — 101-е место
- 2007—2008 — 91-е место
- 2004—2005 — 87-е место

## Личная жизнь
Женат на казахстанской биатлонистке Анне Лебедевой. Пара воспитывает пятерых детей (Андрей 2006 г.р., Алексей 2011 г.р., Степан 2014 г.р., Арина 2017 г.р., Александра 2019 г.р.). Алексей и Степан пошли по стопам родителей и также занимаются лыжным спортом. В 2023 году родился шестой ребенок.
В данный момент совместно с женой работает детским тренером по лыжным гонкам в ДЮСШ в Акколе, родном городе супруги.